# Living the Dream (Uriah Heep)
Living the Dream è il venticinquesimo album in studio del gruppo musicale rock britannico Uriah Heep pubblicato nel settembre del 2018 da Frontiers Records. È stato prodotto da Jay Ruston. La produzione dell'album è durata 19 giorni, con la band che ha registrato tutto "live".

## Tracce
1. Grazed By Heaven – 4:31
2. Living the Dream – 5:34
3. Take Away My Soul – 5:24
4. Knocking at My Door – 4:58
5. Rocks in the Road – 8:18
6. Waters Flowin – 4:27
7. Looking at You – 3:36
8. Goodbye to Innocence – 3:33
9. Falling Under Your Spell – 3:59
10. Dreams of Yesterday – 5:25

## Formazione
- Mick Box – chitarra, voce
- Davey Rimmer – basso, voce
- Phil Lanzon – tastiere, voce
- Bernie Shaw – voce solista
- Russell Gilbrook – batteria, voce